# فتح پلاسان
فتح پلاسان (انگلیسی: La Conquête de Plassans) چهارمین رمان از مجموعهٔ بیست جلدی روگن ماکار، چرخهٔ داستانی معروف امیل زولا، نویسنده، روزنامه‌نگار و نمایش نامه نویس فرانسوی است که در سال ۱۸۷۴ منتشر گردید.

## شرح کوتاهی از کتاب
این رمان زولا در بسیاری جهات عاقبت و پایان اولین داستان مجموعهٔ روگن ماکار با نام ثروت روگن‌ها است که سه سال قبل از آن به سال ۱۸۷۱ نوشته شد، ماجرای این رمان در شهری خیالی به نام پلاسان می‌گذرد و عمدهٔ داستان حول محور تلاش یک روحانی شوم در توطئه‌های سیاسی با عواقب فاجعه بار برای برخی از اهالی آن شهر است، در آغاز رمان به شرح زندگی خانوادهٔ فرانسوا موره (فرآنسوا نوه ی دختری ننه دید و ماکار) و همسر و دختر دایی او "مارت" (دختر دومِ پی یر روگن که در ترجمه ی کتاب، اشتباهاً ، دختر عمو ذکر شده) می‌پردازد، فرانسوا در رفتار خود دچار نوعی اجبار و تأکید است، همسر او مارت به وضوح از نوعی بیماری روانی در رنج است که به تعبیر زولا حاصل ازدواج خانوادگی یا فامیلی ژنتیکی در نسل روگن ماکار است، سه فرزند آن‌ها در این کتاب به وضوح معرفی می‌شوند، اکتاو پسر ارشد می‌باشد، یک مرد باهوش اما خنثی و سرد نسبت به جنس زن است که در دو رمان بعدی چرخهٔ روگن ماکار و در کتاب دیگ دیزی به سال ۱۸۸۲ و بهشت بانوان به سال ۱۸۸۳ به عنوان شخصیت اصلی نقشی محوری دارد، پسر جوان تر که آرام و درونگرا است موسوم به سرژ که شخصیتِ رمانِ پنجم از مجموعه روگن-ماکار به نامِ "گناه کشیش موره" به سال ۱۸۷۵ می‌باشد و در نهایت دختر آن‌ها که معلول ذهنی است موسوم به دزیره، زندگی آن‌ها با ورود یک روحانی و کشیش عجیب و غریب موسوم به "آبه فوژا" و مادرش که اتاقی در خانهٔ موره اجاره کرده‌اند تغییر می‌کند.